# كريس بيريز (لاعب كرة قاعدة)
كريس بيريز (بالإنجليزية: Chris Perez)‏ هو لاعب كرة قاعدة أمريكي، ولد في 1 يوليو 1985 في برادنتون في الولايات المتحدة.

## وصلات خارجية
- كريس بيريز على موقع دوري كرة القاعدة الرئيسي (الإنجليزية)
- كريس بيريز على موقعبيزبول رفرنس.كوم (الدوري الرئيسي) (الإنجليزية)
- كريس بيريز على موقعبيزبول رفرنس.كوم (الدوري الثانوي) (الإنجليزية)
- كريس بيريز على موقع إي إس بي إن.كوم (أم.أل.بي) (الإنجليزية)
- كريس بيريز على موقع مشجعي الرسوم البيانية (الإنجليزية)